# Блайт (Каліфорнія)
Блайт (англ. Blythe) — місто (англ. city) в США, в окрузі Ріверсайд штату Каліфорнія. Населення — 18 317 осіб (2020).

## Географія
Блайт розташований за координатами 33°39′13″ пн. ш. 114°37′18″ зх. д. / 33.65361° пн. ш. 114.62167° зх. д. (33.653584, -114.621785).  За даними Бюро перепису населення США в 2010 році місто мало площу 69,86 км², з яких 67,83 км² — суходіл та 2,03 км² — водойми.

### Клімат
Місто знаходиться у зоні, котра характеризується кліматом тропічних пустель. Найтепліший місяць — липень із середньою температурою 34.4 °C (94 °F). Найхолодніший місяць — січень, із середньою температурою 11.7 °С (53 °F).
| Клімат Блайта           | Клімат Блайта | Клімат Блайта | Клімат Блайта | Клімат Блайта | Клімат Блайта | Клімат Блайта | Клімат Блайта | Клімат Блайта | Клімат Блайта | Клімат Блайта | Клімат Блайта | Клімат Блайта | Клімат Блайта |
| Показник                | Січ.          | Лют.          | Бер.          | Квіт.         | Трав.         | Черв.         | Лип.          | Серп.         | Вер.          | Жовт.         | Лист.         | Груд.         | Рік           |
| Абсолютний максимум, °C | 31            | 32            | 35            | 41            | 46            | 48            | 48            | 48            | 49            | 41            | 34            | 30            | 49            |
| Середній максимум, °C   | 18            | 22            | 25            | 30            | 35            | 40            | 42            | 41            | 39            | 32            | 24            | 20            | 31            |
| Середня температура, °C | 11            | 14            | 17            | 21            | 26            | 31            | 34            | 33            | 31            | 24            | 16            | 12            | 23            |
| Середній мінімум, °C    | 5             | 6             | 9             | 13            | 17            | 22            | 27            | 26            | 23            | 16            | 8             | 5             | 15            |
| Абсолютний мінімум, °C  | −5            | −5            | −1            | 5             | 10            | 11            | 18            | 16            | 11            | 5             | 0             | −3            | −5            |
| Норма опадів, мм        | 10            | 0             | 0             | 0             | 0             | 0             | 0             | 10            | 0             | 0             | 0             | 10            | 80            |
| Днів з дощем            | 1             | 1             | 0             | 0             | 0             | 0             | 1             | 1             | 1             | 1             | 1             | 1             | 11            |
| ----------------------- | ------------- | ------------- | ------------- | ------------- | ------------- | ------------- | ------------- | ------------- | ------------- | ------------- | ------------- | ------------- | ------------- |
| Джерело: Weatherbase    |               |               |               |               |               |               |               |               |               |               |               |               |               |

## Демографія
Згідно з переписом 2010 року, у місті мешкало 20 817 осіб у 4513 домогосподарствах у складі 3194 родин. Густота населення становила 298 осіб/км².  Було 5473 помешкання (78/км²).
Расовий склад населення:
| - 59,5 % — білих - 15,0 % — чорних або афроамериканців - 1,5 % — азіатів - 1,2 % — корінних американців - 0,2 % — вихідців з тихоокеанських островів - 19,4 % — осіб інших рас |

До двох чи більше рас належало 3,2 %. Частка іспаномовних становила 53,2 % від усіх жителів.
За віковим діапазоном населення розподілялося таким чином: 20,0 % — особи молодші 18 років, 71,4 % — особи у віці 18—64 років, 8,6 % — особи у віці 65 років та старші. Медіана віку мешканця становила 38,0 року. На 100 осіб жіночої статі у місті припадало 218,1 чоловіків;  на 100 жінок у віці від 18 років та старших — 268,1 чоловіків також старших 18 років.
Середній дохід на одне домашнє господарство  становив 53 426 доларів США (медіана — 42 798), а середній дохід на одну сім'ю — 57 560 доларів (медіана — 46 009). Медіана доходів становила 50 404 долари для чоловіків та 33 750 доларів для жінок. За межею бідності перебувало 24,4 % осіб, у тому числі 32,8 % дітей у віці до 18 років та 18,4 % осіб у віці 65 років та старших.
Цивільне працевлаштоване населення становило 5159 осіб. Основні галузі зайнятості: освіта, охорона здоров'я та соціальна допомога — 19,4 %, публічна адміністрація — 18,8 %, роздрібна торгівля — 13,8 %, мистецтво, розваги та відпочинок — 10,8 %.